# Cabot Head
Cabot Head är en udde i Kanada.   Den ligger i provinsen Ontario, i den sydöstra delen av landet, 400 km väster om huvudstaden Ottawa.
Terrängen inåt land är platt.Trakten är glest befolkad. Det finns inga samhällen i närheten. 